# هراويات
الهراويات أو بق النبات عديم الرائحة أو فصيلة روباليدي (الاسم العلمي: Rhopalidae)، هي فصيلة حشرات من رتبة نصفيات الأجنحة.